# Microcontinente
Un microcontinente è un frammento di crosta continentale che si è staccato dalla primitiva massa continentale per formare isole distinte in grado di spostarsi per parecchie centinaia di chilometri dalla posizione di origine.
Alcuni fra questi microcontinenti sono frammenti di Gondwana o di altri antichi continenti cratonici: 
- Zealandia che include la Nuova Zelanda e la Nuova Caledonia;
- il Madagascar;
- la Groenlandia;
- il pianoro delle Isole Mascarene settentrionali, comprese le Seychelles;
- l'isola di Timor[2]
- il pianoro delle Kerguelen, una grande provincia ignea, di origine pertanto vulcanica, ma associata alla dispersione di Gondwana e pertanto classificata fra i microcontinenti sebbene non lo siano l'Islanda e le Hawaii che hanno la stessa origine[3][4];
- numerose isole come l'Arcipelago britannico, Sri Lanka, Borneo e la parte occidentale di Terranova originate dalla frammentazione di Laurasia (la parte orientale da Avalonia[5]). Si ritiene che molte isole dell'arcipelago indonesiano (Sumbawa, Banggai, Sulu, Nusa Tenggara Timur), Sulawesi, Bacan meridionali il complesso Buru-Seram-Ambon delle Molucche) siano frammenti continentali, anche se questa ipotesi è ancora controversa[6].